# Bistum Mendi
Das Bistum Mendi (lat.: Dioecesis Mendiensis) ist eine in Papua-Neuguinea gelegene römisch-katholische Diözese mit Sitz in Mendi. Es umfasst die Provinz Southern Highlands Province.

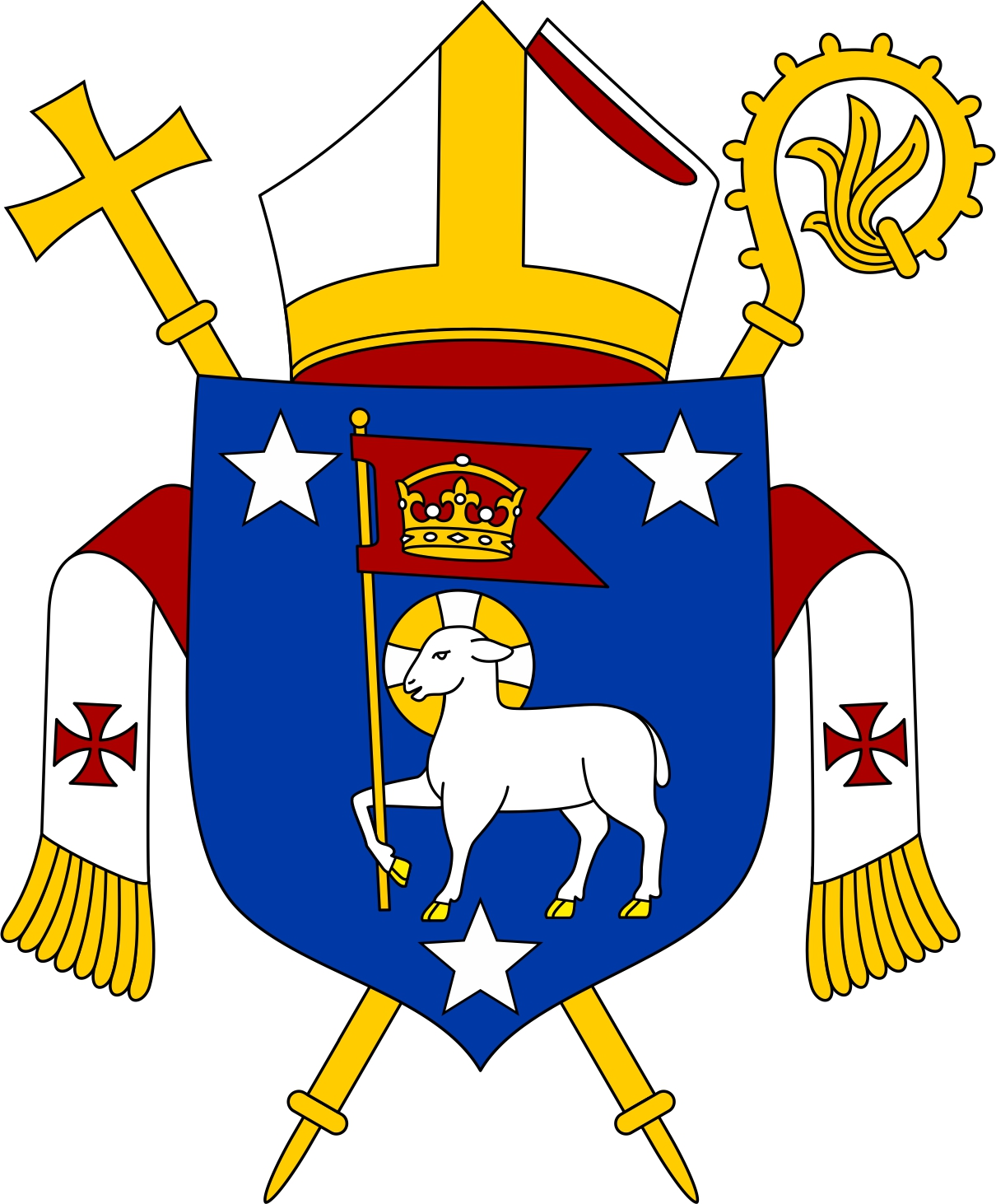
Wappen des Bistums

## Geschichte
Papst Johannes XXIII. gründete mit der Apostolischen Konstitution Eius successores am 13. November 1958 die Apostolische Präfektur Mendi aus Gebietsabtretungen des Apostolischen Vikariats Port Moresby. Sie wurde am 6. Juli 1965 mit der Apostolischen Konstitution Regnum Christi zum Apostolischen Vikariat erhoben.
Mit der Bulle Laeta incrementa wurde es am 15. November 1966 zum Bistum erhoben, das dem Erzbistum Madang als Suffragandiözese unterstellt wurde. Am 16. Januar 1971 verlor es einen Teil seines Territoriums zugunsten der Errichtung des Bistums Kerema.

## Ordinarien

### Apostolischer Präfekt von Mendi
- Firmin Martin Schmidt OFMCap (3. April 1959–6. Juli 1965)

### Apostolischer Vikar von Mendi
- Firmin Martin Schmidt OFMCap (6. Juli 1965–15. November 1966)

### Bischöfe von Mendi
- Firmin Martin Schmidt OFMCap (5. November 1966–3. Februar 1995)
- Stephen Reichert OFMCap (3. Februar 1995–30. November 2010, dann Erzbischof von Madang)
- Donald Lippert OFMCap, seit 2011

## Statistik
| Jahr | Bevölkerung | Bevölkerung | Bevölkerung | Priester     | Priester         | Priester       | Priester               | Ständige Diakone | Ordensleute  | Ordensleute      | Pfarreien |
| ---- | ----------- | ----------- | ----------- | ------------ | ---------------- | -------------- | ---------------------- | ---------------- | ------------ | ---------------- | --------- |
| Jahr | Katholiken  | Einwohner   | %           | Gesamtanzahl | Diözesanpriester | Ordenspriester | Katholiken je Priester | Ständige Diakone | Ordensbrüder | Ordensschwestern |           |
| 1970 | 23.096      | 235.000     | 9,8         | 32           | 4                | 28             | 721                    |                  | 34           | 30               | 9         |
| 1980 | 44.906      | 240.600     | 18,7        | 34           | 2                | 32             | 1.320                  |                  | 52           | 49               | 14        |
| 1990 | 62.740      | 260.000     | 24,1        | 25           | 3                | 22             | 2.509                  |                  | 38           | 50               | 20        |
| 1999 | 81.002      | 340.000     | 23,8        | 27           | 5                | 22             | 3.000                  |                  | 39           | 56               | 31        |
| 2000 | 88.365      | 400.000     | 22,1        | 21           | 3                | 18             | 4.207                  |                  | 33           | 61               | 32        |
| 2001 | 92.712      | 415.000     | 22,3        | 26           | 3                | 23             | 3.565                  |                  | 44           | 61               | 32        |
| 2002 | 69.688      | 544.352     | 12,8        | 25           | 3                | 22             | 2.787                  |                  | 33           | 62               | 16        |
| 2003 | 70.794      | 544.352     | 13,0        | 22           | 3                | 19             | 3.217                  |                  | 31           | 50               | 16        |
| 2004 | 71.832      | 546.400     | 13,1        | 24           | 5                | 19             | 2.993                  |                  | 29           | 48               | 16        |